# Lorenz Andreas Hamberger
Lorenz Andreas Hamberger (auch Laurent Hamberger; * 22. Januar 1690 in Ansbach; † 19. Mai 1718 in Feuchtwangen) war ein deutscher Rechtswissenschaftler.

## Leben
Hamberger war Sohn eines Lehrers am Ansbacher Gymnasium. Zunächst besuchte er diese Schule, dann die Fürstenschule Heilsbronn. Im Mai 1707 wurde er an der Universität Jena immatrikuliert. Dort fand er im Haus seines Onkels Georg Albrecht Hamberger Aufnahme. Zunächst widmete er sich dem Studium der Theologie, dann dem Studium der Rechtswissenschaften. 1710 wechselte er an die Universität Wittenberg, bevor er der Kaiserwahl von 1711 in Frankfurt am Main beiwohnte, bei der schließlich Kaiser Karl VI. gewählt wurde. 1712 kehrte Hamberger nach Jena zurück. Dort wurde er im selben Jahr zum Doktor der Rechte promoviert. Anschließend wirkte er an der Universität in Jena als Privatdozent für Völkerrecht und Naturrecht. Bereits in dieser Zeit zeigte er erste Anzeichen der Auszehrung.
Hamberger, der durch sein gründliche Arbeit als guter Rechtswissenschaftler bekannt wurde, schlug Rufe auf Professuren des Staatsrechts aus und wurde stattdessen Prozessrat des Markgrafen Wilhelm Friedrich von Ansbach. Er erlangte durch seine Arbeit schnell die Gunst seines Fürsten. Allerdings ließ die Gesundheit Hambergers weiter nach. Er wurde zuletzt zu seinen Eltern nach Feuchtwangen gebracht, wo sein Vater als Dekan wirkte. Dort starb Hamberger schließlich im 29. Lebensjahr.

## Werke (Auswahl)
- De incendiis, Müller, Jena 1713.
- De edicto perpetuo, Krebs, Jena 1714.
- De nonusu stipulationum usuque pactorum in foris Germaniae commentatio theoretico practica, Bailliar, Jena 1714.
- Dissertationes iuris rerum praestantia et scriptionis nitore maxime commendabiles, Knoch, Frankfurt am Main 1745 (Herausgegeben durch Johann Georg Estor).